# 168
El año 168 (CLXVIII) fue un año bisiesto comenzado en jueves del calendario juliano, en vigor en aquella fecha.
En el Imperio romano el año fue nombrado el del consulado de Aproniano y Paulo, o menos frecuentemente, como el 921 ab urbe condita, siendo su denominación como 168 a principios de la Edad Media, al establecerse el anno Domini.

## Acontecimientos
- El emperador Marco Aurelio y su hermanastro Lucio Vero dejan Roma, y establecen su cuartel general en Aquileia.
- El ejército romano cruza los Alpes para entrar en Panonia y someter a los marcomanos en Carnunto al norte del Danubio.